# Jean-Pierre Abelin
Jean-Pierre Abelin (Poitiers, 3 settembre 1950) è un politico francese.
È stato europarlamentare dal 1984 al 1989 come rappresentante del Partito Popolare Europeo. Dal 2008 è sindaco di Châtellerault.

## Biografia
Figlio di Pierre Abelin (1909-1977), ministro del governo di Jacques Chirac, ha conseguito una laurea in storia, proseguendo la sua formazione all'Istituto di studi politici di Parigi.

## Carriera politica
Nella seconda metà degli anni '70 aderisce all'Unione per la Democrazia Francese. Nel 1978 diventa per la prima volta deputato all'Assemblea nazionale per il dipartimento della Vienne e rimarrà tale fino al 1981. È di nuovo deputato dal 1986 al 1988.
Dal 1977 al 2008 è stato consigliere generale della Vienne e nel 1982 è diventato vicepresidente del suo consiglio. Nel 2008 è stato eletto sindaco di Châtellerault, incarico che ha mantenuto anche nel 2014 e nel 2020. Nel periodo 1984-1989 è stato europarlamentare. Ha fatto parte del Gruppo del Partito Popolare Europeo ed è stato membro, tra gli altri, della commissione per i problemi economici, monetari e la politica industriale.
Nel 1993, 1997 e 2002 è stato nuovamente eletto all'Assemblea nazionale per conto dell'UDF. Nel 2007 si oppose all'idea di fondare il Movimento Democratico, unendosi al partito Nuovo Centro appena costituito. Nello stesso anno (con il sostegno dell'UMP) diventa deputato della XIII legislatura. Nel 2012 non è stato rieletto.